# Britne Oldford
Britne Oldford (Toronto, 23 luglio 1992) è un'attrice canadese.

## Filmografia

### Cinema
- Darkroom, regia di Britt Napier (2012)
- 36 Saints, regia di Eddy Duran (2013)
- How He Fell in Love, regia di Marc Meyers (2015)
- Bushwick Beats, regia di registi vari (2019)
- Free Guy - Eroe per gioco (Free Guy), regia di Shawn Levy (2021)
- Which Brings Me to You - Storia di una confessione (Which Brings Me to You), regia di Peter Hutchings (2024)

### Televisione
- The Latest Buzz – serie TV, episodio 3x09 (2010)
- Skins – serie TV, 10 episodi (2011)
- American Horror Story – serie TV, 10 episodi (2012-2013)
- Ravenswood – serie TV, 10 episodi (2013)
- Dangerous Liaisons, regia di Taylor Hackford – film TV (2014)
- The Flash – serie TV, 4 episodi (2015-2019)
- Hunters – serie TV, 13 episodi (2016)
- The Path – serie TV, 8 episodi (2017)
- Blindspot – serie TV, 5 episodi (2018-2020)
- Bull - serie TV, episodio 5x03 (2020)
- The Umbrella Academy - serie TV, 7 episodi (2022)
- Winning Time - L'ascesa della dinastia dei Lakers (Winning Time: The Rise of the Lakers Dynasty) – serie TV, episodio 2x01 (2023)
- Sirens, regia di Nicole Kassell, Quyen Tran e Lila Neugebauer – miniserie TV (2025)

## Doppiaggio

### Cartoni animati
- Linka / Raisin Groupie in Robot Chicken

## Doppiatrici italiane
Nelle versioni in italiano dei suoi film, Britne Oldford è stata doppiata da:
- Veronica Puccio in Skins, The Umbrella Academy, Bull
- Virginia Brunetti in The Flash
- Benedetta Degli Innocenti in American Horror Story
- Gianna Gesualdo in Which Brings Me to You - Storia di una confessione
- Mattea Serpelloni in Sirens